# Неграмотното момиче, което можеше да смята
„Неграмотното момиче, което можеше да смята“ (на шведски: Analfabeten som kunde räkna) е хумористичен роман на шведския писател Юнас Юнасон. Книгата, публикувана през 2012 година, е вторият роман на автора след бестселъра му „Стогодишният старец, който скочи през прозореца и изчезна“.
На български романът е преведен от преводачката Елена Радинска и излиза на 16 март 2015 г. от ИК „Колибри“.

## Сюжет
През 1961, в Совето се ражда бедното чернокожо момиченце Номбеко Майеки, което още на петгодишна възраст се научава да смята и мечтата ѝ е да живее в библиотека. Животът на Номбеко е да чисти външни тоалетни, докато не претърпява инцидент с кола, за който е обвинена и наказанието ѝ е да работи за известен шведски инженер, на когото е възложена секретната мисия да превърне Южна Африка в ядрена държава. Благодарение на добрите си математически умения, тя успява да го „покрива“, докато двама агенти на МОСАД не убиват работодателя ѝ. Тя успява да ги надхитри и бяга в Швеция, където се установява в една комуна, но се оказва, че в нейно притежание се е озовала една липсваща южноафриканска бомба. Идеята на Номбеко и на нейния приятел-швед е да предадат бомбата на министър-председателя на Швеция, но без успех при няколкото им опита през следващите години. При един гала-банкет двама републиканци отвличат краля и министър-председателя на Швеция и планират да взривят бомбата, а с нея и всичко в радиус от 38 мили. Номбеко успокоява ситуацията, спасява живота на краля, а с това и своя собствен.